# Lena Beyerling
Lena Beyerling (n. 27 septembrie 1995, Magdeburg) este o tânără speranță germană în actorie, ea lucrează și la dublarea filmelor.

## Date biografice
Lena Beyerling este descoperită ca talent deja în anul 1999, ea a apărut în filme publicitare sau în reportaje despre familia ei. Între anii 2002 - 2004 joacă în diferite filme: "Papa, wann ist Weihnachten?", "Papa, wenn ich groß bin, will ich auch mal Spießer werden" sau seriale: "TV-Serie Alicia!". În anul 2005 este distinsă în Germania cu premiul "Bester Kinder- und Jugendfilm" la postul ARD (Cel mai bun film pentru copii și tineret).

## Filmografie (selectată)
- 2002: Alicia! (TV)
- 2002: SOKO Leipzig – Einsame Herzen, Enttäuschte Liebe (TV)
- 2003: Schöne Lügen (TV)
- 2004: Unterwegs (Kino)
- 2005: Wolffs Revier – Herzblut (TV)
- 2005: Die Liebe eines Priesters (TV)
- 2005: LiebesLeben (TV)
- 2006: Der letzte Zug (Kino)
- 2006: Im Namen des Gesetzes (TV)
- 2006: SOKO Wismar - Allein zu Haus (TV)
- 2007: Die Blüten der Sehnsucht (TV)
- 2007: Die Alpenklinik – Eine Frage des Herzens (TV)
- 2008: Kleiner Dodo (Kino, Stimme - Nashorn "Patna")
- 2008: Rosamunde Pilcher - Melodie der Liebe (TV)
- 2008: SOKO Wismar - Lillis Papa (TV)
- 2009: Hochzeit mit Hindernissen (TV)
- 2011: Liebe ohne Minze (TV)